# Evita (film, 1996)
Evita je filmová adaptace stejnojmenného muzikálu Tima Rice a Andrew Lloyda Webbera o životě Evy Perón z roku 1996. Film režíroval Alan Parker a hlavní role v něm hrají Madonna, Antonio Banderas a Jonathan Pryce. Vyšel 25. prosince 1996 v distribuci Hollywood Pictures a Cinergi Pictures.

## Děj
Film popisuje život Evy Perónové Začíná ve věku jejích 15 let, kdy jí zemřel otec a ona odchází do Buenos Aires. Zde se stává modelkou, postupně se seznamuje s vlivnými lidmi a nakonec i s Juanem Perónem. Po svatbě mu pomáhá v jeho prezidentské kampani a když je v roce 1947 zvolen, stává se první dámou Argentiny. Dále podporuje svého manžela a pomáhá mu zejména v sociální oblasti. Během svého turné po světě onemocní a rychle se vrací domů.
Film končí, ale i začíná, její smrtí v roce 1952.

## Obsazení
| Madonna          | Eva Perónová |
| Antonio Banderas | Che |
| Jonathan Pryce   | Juan Perón |
| Jimmy Nail       | Agustín Magaldi - Victoria Sus jako Doña Juana - Julian Littman jako Juan Duarte, Jr. - Olga Merediz jako Blanca - Laura Pallas jako Elisa - Julia Worsley jako Erminda - María Luján Hidalgo jako Young Eva - Servando Villamil jako Cipriano Reyes |
| Andrea Corr      | Perónova milenka |
| Peter Polycarpou | Domingo Mercante |
| Gary Brooker     | Juan Bramuglia |